# Bajszos poszáta
A bajszos poszáta (Sylvia cantillans) a madarak osztályának verébalakúak (Passeriformes) rendjébe és az óvilági poszátafélék (Sylviidae) családjába tartozó faj.

## Rendszerezése
A fajt Peter Simon Pallas német zoológus írta le 1764-ben, a Motacilla  nembe Motacilla cantillans néven.

## Alfajai
- Sylvia cantillans albistriata (C. L. Brehm, 1855)
- Sylvia cantillans cantillans (Pallas, 1764)
- Sylvia cantillans inornata Tschusi, 1906[1]

## Előfordulása
Dél-Európában fészkel, a telet Afrikában, a Szaharától délre tölti. Természetes élőhelyei a cserjések, szavannák és lombhullató erdők, kedveli a víz közelségét.

### Kárpát-medencei előfordulása
Magyarországon rendkívül ritka vendég, mindössze két előfordulása ismert. Az első bizonyított észlelése 2002. májusából való, amikor Cserépfalu határában észlelték egy kifejlett hím példányát .

## Megjelenése
Átlagos testhossza 12 centiméter, testtömege 7–16 gramm.
|  |  |

## Életmódja
Többnyire kisebb rovarokkal és lárváikkal táplálkozik, de gyümölcsöt és bogyókat is fogyaszt.

## Szaporodása
Tövises bokrok közé rejti fészkét. Fészekalja 3-4 tojásból áll.
|  |

## Természetvédelmi helyzete
Az elterjedési területe rendkívül nagy, egyedszáma pedig növekszik. A Természetvédelmi Világszövetség Vörös listáján nem fenyegetett fajként szerepel. Magyarországon védett, természetvédelmi értéke 25 000 Ft.